# James Kee

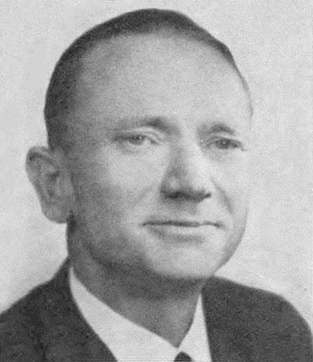
James Kee (1965)

James Kee (* 15. April 1917 in Bluefield, West Virginia; † 11. März 1989 in Montgomery, West Virginia) war ein US-amerikanischer Politiker. Zwischen 1965 und 1973 vertrat er den fünften Wahlbezirk des Bundesstaates West Virginia im US-Repräsentantenhaus.

## Werdegang
James Kee war der Sohn von John Kee und dessen Frau Elizabeth. Beide Elternteile vertraten ab 1933 bzw. 1951 den Staat West Virginia im Kongress. Der junge Kee besuchte die Schulen seiner Heimat einschließlich der Sacred Heart School in Bluefield. Anschließend studierte er an der Greenbrier Military School und der Southeastern University, an der er Jura studierte. Kee beendete seine Studienzeit an der School of Foreign Service, die Teil der Georgetown University ist. Wie seine Eltern war auch James Kee Mitglied der Demokratischen Partei. Zwischen 1936 und 1942 war er in der Verwaltung des US-Repräsentantenhauses in Washington, D.C. beschäftigt, in dem sein Vater zu dieser Zeit Abgeordneter war. Während des Zweiten Weltkrieges diente Kee in der Fliegerabteilung der US Army. Zwischen 1949 und 1952 war er beim US-Außenministerium angestellt. Von 1953 bis 1965 fungierte er als Assistent seiner Mutter, die damals Kongressabgeordnete war.
Als diese 1964 ihren Verzicht auf eine erneute Kandidatur bekanntgab, bewarb sich ihr Sohn um diesen Sitz. Er wurde dann auch zu ihrem Nachfolger im US-Repräsentantenhaus gewählt und konnte dieses Mandat nach drei Wiederwahlen zwischen dem 3. Januar 1965 und dem 3. Januar 1973 ausüben. Diese Zeit war vor allem durch den Vietnamkrieg und die Bürgerrechtsbewegung geprägt. Damals wurden der 25. und der 26. Verfassungszusatz im Kongress beraten und verabschiedet. Als 1972 der fünfte Wahlbezirk aufgelöst wurde, versuchte James Kee im vierten Distrikt zu kandidieren. Dabei scheiterte er aber in den Vorwahlen seiner Partei an Ken Hechler.
Nach dem Ende seiner Zeit im Kongress hat Kee kein höheres politisches Amt mehr bekleidet. Er lebte in Fayetteville (West Virginia). Gestorben ist James Kee am 11. März 1989 in Montgomery.